# Colloredohaus Altböckstein

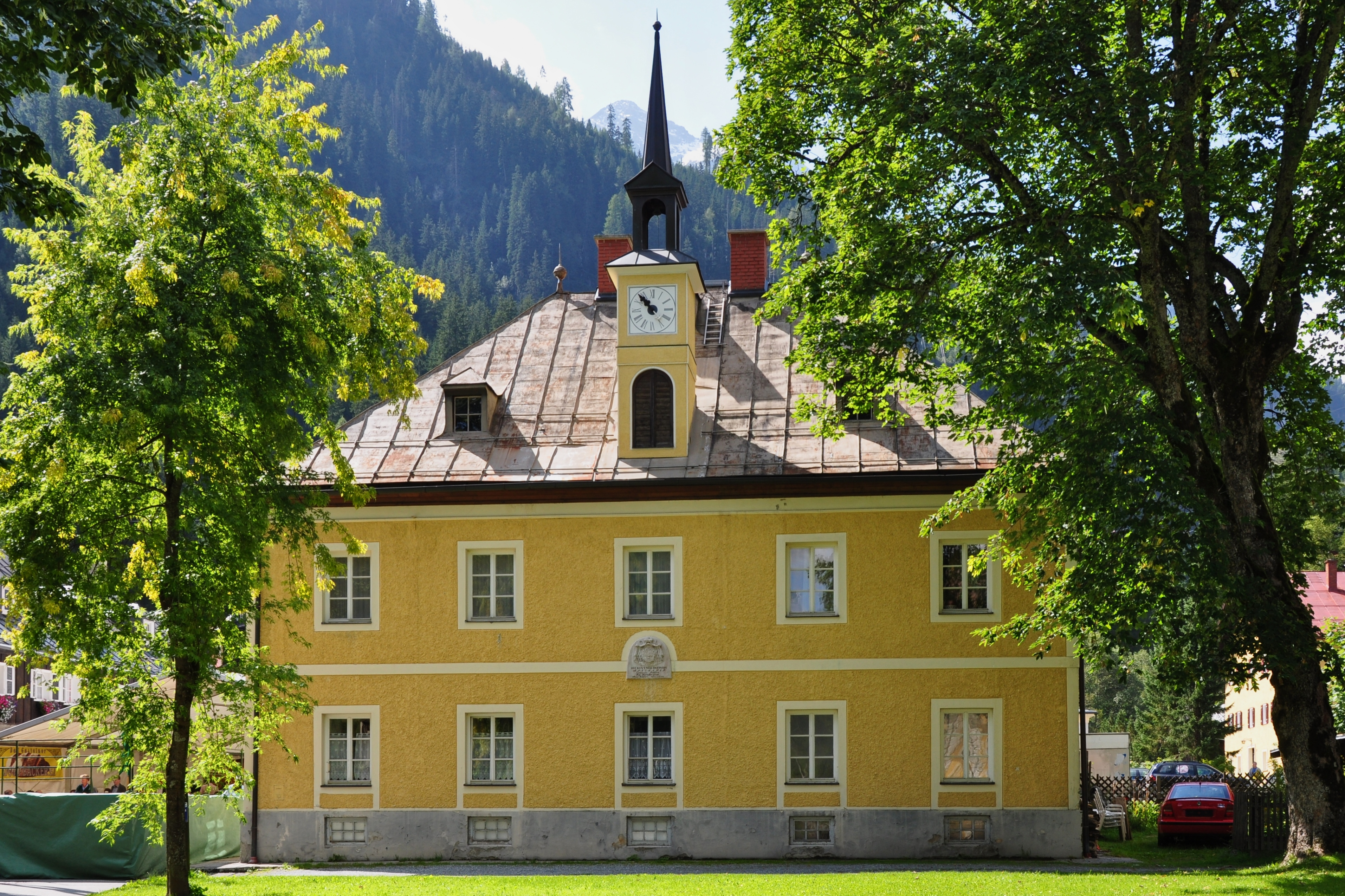
Colloredohaus in Altböckstein

Das Colloredohaus oder Imhof-Stöckl steht in der historischen Bergwerkssiedlung Altböckstein in der Ortschaft Böckstein der Gemeinde Bad Gastein im Bezirk St. Johann im Pongau im Land Salzburg. Das ehemalige Verwalterhaus steht unter Denkmalschutz (Listeneintrag).

## Geschichte
Nach einer Lawinenkatastrophe wurde die Montansiedlung Altböckstein als barockes Bauensemble von 1741 bis 1745 planmäßig angelegt und 1764 vollendet.

## Beschreibung
Der zweigeschoßige gemauerte Bau unter einem Walmdach mit einer umlaufenden Hohlkehle zeigt eine barocke Fenstergliederung.
Der Glockenturm wurde vom ersten Verwalterhaus (heute Pfarrhof Böckstein) hierher übertragen.
Über dem Eingangsportal befindet sich ein Wappenstein von Erzbischof Hieronymus von Colloredo 1782.
Beim südlichen, eingeschoßigen Anbau handelt es sich um die ehemalige Goldschlämmanlage von Altböckstein. Sie wurde um 1750 errichtet und ab 1912 als Magazin genutzt. Der Anbau trägt ein hohes barockes Walmdach mit zwei Reihen Gaupen. An der östlichen Fassade des ehemaligen Waschkolbens ist ein Wappenstein von Erzbischof Andreas Jakob von Dietrichstein 1750 angebracht.